# Brezovica (okres Tvrdošín)
Brezovica (Hongaars: Brezovica) is een Slowaakse gemeente in de regio Žilina, en maakt deel uit van het district Tvrdošín.
Brezovica telt 1.351 inwoners.